# Eustala cameronensis
Eustala cameronensis är en spindelart som beskrevs av Willis J. Gertsch och Davis 1936. Eustala cameronensis ingår i släktet Eustala och familjen hjulspindlar. Inga underarter finns listade i Catalogue of Life.